# Zamarada scintillans
Zamarada scintillans là một loài bướm đêm trong họ Geometridae.